# Fritz Charpentier
Fritz Charpentier (* 22. Dezember 1869 in Norden, Ostfriesland; † 2. August 1928 in Moskau) war ein deutscher Politiker der Kommunistischen Partei Deutschlands (KPD). Er war von 1921 bis 1924 Abgeordneter des Preußischen Landtags.

## Leben
Charpentier wurde nach einer Handelsschule in einer privaten Lehranstalt und einer Ausbildung Kaufmann und Reisender im Rheinland und im Ruhrgebiet. Noch vor Ausbruch des Ersten Weltkriegs trat er der Sozialdemokratischen Partei Deutschlands (SPD) bei. Als Gegner des Kriegs verließ Charpentier 1917 die Partei und wurde 1917 Mitglied und ab 1919 als Parteisekretär in Solingen Funktionär der Unabhängigen Sozialdemokratischen Partei Deutschlands (USPD). 
1920 wurde Charpentier, der als Delegierter am sogenannten Spaltungsparteitag der USPD teilgenommen hatte, Mitglied der Kommunistischen Partei Deutschlands (KPD) und wurde dort Sekretär des Unterbezirks Solingen. Im März 1920 geriet er in Konflikt mit der Reichsleitung der KPD, da er sich während des Ruhrkampfes an Verhandlungen mit der Reichsregierung beteiligt und das Bielefelder Abkommen mitunterzeichnet hatte.
1921 wurde Charpentier in den Preußischen Landtag gewählt, dem er bis 1924 angehörte. Innerhalb der damaligen KPD-Fraktion gab es starke Auseinandersetzungen um den politischen Kurs. Es kam zu einer zeitweisen Spaltung der Fraktion. Charpentier gehörte als Vertreter eines gemäßigten Kurses zeitweise der von Paul Levi angeführten „Kommunistischen Arbeitsgemeinschaft im Preußischen Landtag“ an, blieb jedoch Mitglied der KPD. Später kehrte er in die KPD-Fraktion zurück und wurde Parteisekretär in Elberfeld.
Anfang 1924 wurde er zusätzlich Chefredakteur der KPD-Tageszeitung Remscheider Bergische Volksstimme, wurde dieses Postens jedoch schon im Juli 1924 wieder enthoben, nachdem die Reichsleitung der KPD einen ultralinken Kurs einschlug. Charpentier wurde als vermeintlicher Anhänger der Versöhnler nicht wieder für ein Landtagsmandat nominiert.
Wegen Aufstandsvorbereitungen im Jahr 1923 wurde Charpentier ab 1924 polizeilich gesucht und emigrierte in die Sowjetunion. Dort soll er Opfer stalinistischer Säuberungen geworden sein, wie 1928 in sozialdemokratischen Zeitungen berichtet wurde. Dem widersprach die kommunistische Zeitung Die Rote Fahne, in der behauptet wurde, Charpentier sei längere Zeit krank gewesen und am 2. August 1928 in einem Moskauer Krankenhaus gestorben.